# Ol'ga Slavnikova
Ol'ga Alexandrovna Slavnikova (in russo  О́льга Алекса́ндровна Сла́вникова; Ekaterinburg, 23 ottobre 1957) è una scrittrice russa.

## Biografia
Nata nel 1957 a Ekaterinburg, vive e lavora a Mosca.
Ha iniziato a scrivere narrativa sul finire degli anni '80 portando avanti parallelamente l'attività di editrice con la direzione prima della rivista Urals e successivamente, durante la perestrojka, del settimanale Book Club, 35000 copie di tiratura.
Autrice di romanzi e racconti, nel 2006 è stata inisgnita del Russkij Booker grazie a 2017, romanzo appartenente alla distopia fantascientifica e al realismo magico.
Direttrice del premio letterario riservato agli emergenti russi Debut Prize, è stata al centro di una controversia in seguito all'uscita del film Good Bye, Lenin!, secondo la scrittrice troppo simile nella trama al suo romanzo L'immortale uscito due anni prima.

## Opere principali
- Первокурсница (1988)
- Стрекоза, увеличенная до размеров собаки (1996)
- Один в зеркале (1999)
- L'immortale (Бессмертный, 2001), Torino, Einaudi, 2006 traduzione di Grazia Perugini ISBN 88-06-16960-2.
- 2017 (2006)
- Вальс с чудовищем (2007)
- Любовь в седьмом вагоне (2008)
- Light head (Легкая голова, 2010), Roma, Fandango, 2014 traduzione di Emanuela Bonacorsi ISBN 978-88-6044-287-1.
- Прыжок в длину (2018)

## Premi e riconoscimenti
- Russkij Booker: 1997 finalista con Стрекоза, увеличенная до размеров собаки, 2006 vincitrice con 2017 e 2012 finalista con Light Head